# Riu Sarno
El riu Sarno és un riu de la Campània (Itàlia) que neix prop de la ciutat de Sarno i que està connectat per un canal amb Pompeia i la mar Tirrena. Antigament fou anomenat Sarnus.
Flueix uns 24 quilòmetres des de la base del mont Sarno fins al golf de Nàpols recollint aigua dels seus afluents Solofrana i Cavaiola.
Encara s'utilitza parcialment per al regadiu, així com per al transport de mercaderies i la pesca.
El Sarno és un dels rius més contaminats d'Europa a causa dels residus agrícoles i de les aigües residuals industrials insuficientment tractades. Hi ha unes 500 petites indústries a la zona que encara contaminen. S'han instal·lat depuradores, però no funcionen a ple rendiment. La desembocadura del riu segueix fent impossible el bany al mar, malgrat les nombroses protestes.